# 日野資朝
日野 資朝（ひの すけとも）は、鎌倉時代後期の公卿・儒学者・茶人。藤原北家真夏流日野家、権大納言・日野俊光の次男。官位は従三位・権中納言、贈従二位。
中流貴族の次男に生まれ、自身の才学で上級貴族である公卿にまで昇った。

## 経歴
正和3年（1314年）従五位下に叙爵し、持明院統の花園天皇の蔵人となる。宋学を好み、宮廷随一の賢才と謳われた。文保2年（1318年）の後醍醐天皇即位後も院司として引き続き花園院に仕えていたが、元亨元年（1321年）に後宇多院に代わり親政を始めた後醍醐天皇に重用されて側近に加えられた。このことで父・俊光が資朝を非難して義絶したという。花園は資朝の離脱を惜しみつつも、能力のある人物には適切な官位を与える後醍醐天皇の政策のもとなら、それほど身分の良いとは言えない資朝でも羽ばたけるだろうか、と後醍醐と資朝に一定の期待をかけている。
元亨4年9月19日（1324年10月7日）、鎌倉幕府の朝廷監視機関である六波羅探題に倒幕計画を疑われ、同族の日野俊基らと共に捕縛されて鎌倉へ送られた。審理の結果、有罪とも言えないが無罪とも言えないとして、佐渡島へ流罪となった（正中の変）。
元弘元年（1331年）に天皇老臣の吉田定房の密告で討幕計画が露見した元弘の乱が起こると、翌元弘2年/正慶元年（1332年）に佐渡で処刑された。
『増鏡』「久米のさら山」によれば、処刑にあたり、資朝は落ち着きはらって前々から覚悟していたことだと述べ、都にいる子供たちへの手紙を武士に託すと、以下のような辞世の頌（じゅ）を詠んだという。
斎祀神社に佐渡市吉岡鎮座の大膳神社、佐渡市真野鎮座の真野宮、奈良県吉野町鎮座の吉野神宮がある。
なお、兄・資名は京都を追われた光厳天皇を最後まで守護した忠臣、弟・賢俊は光厳上皇の院宣を足利尊氏に届けるなど持明院統のために尽くしたことで知られ、兄弟で敵味方で分かれている。

## 逸話
資朝が後醍醐天皇に登用される話は、兼好法師の『徒然草』に記されている。また『太平記』には資朝の子の阿新丸が敵討ちを遂げる逸話もある。
身分の上下を越えて才人を集め、無礼講という茶会を主催した（『花園天皇宸記』元亨4年（1324年）11月1日条）。これは茶道の前身である闘茶や、俳句・俳諧の前身である連歌会の源流ともされ、文化史上で大きな役割を果たした。なお、軍記物語『太平記』では、この無礼講が討幕計画の会であったり、美女を侍らす酒宴であったりと否定的に描かれているが、それを肯定する同時代の史料・実証的証拠はない。

### 『徒然草』に見える人間像
徒然草の中にある資朝の逸話は、先入観に惑わされず大胆剛毅なその気性を伝えている。
- 第152段

　西大寺の静然上人、腰かがまり、眉白く、誠に徳たけたる有様にて、内裏へまゐられたりけるを、西園寺内大臣殿、「あなたふとの気色にや」とて、信仰の気色ありければ、資朝卿これを見て、「年のよりたるに候」と申されけり。後日に、尨犬の浅ましく老いさらぼひて、毛はげたるをひかせて、「この気色尊くみえて候」とて、内府へ参らせられたりけるとぞ。
- 第153段

　為兼大納言入道召し捕られて、武士どもうち圍みて、六波羅へ率て行きければ、資朝卿、一条わたりにてこれを見て、「あな羨まし。世にあらん思ひ出、かくこそあらまほしけれ」とぞ言はれける。
- 第154段

　この人、東寺の門に雨宿りせられたりけるに、かたは者どもの集まりゐたるが、手も足もねぢゆがみ、うちかへりて、いづくも不具に異様なるを見て、とりどりにたぐひなき曲者なり、もつとも愛するに足れりと思ひて、まもり給ひけるほどに、やがてその興つきて、見にくく、いぶせく覚えければ、ただすなほに珍しからぬ物にはしかずと思ひて、帰りて後、この間、植木を好みて、異様に曲折あるを求めて目を喜ばしめつるは、かのかたはを愛するなりけりと、興なく覚えければ、鉢に植ゑられける木ども、皆掘り捨てられにけり。さもありぬべき事なり。

## 官歴など
※日付＝旧暦（明治5年12月2日まで）
- 正和3年（1314年） 11月19日：従五位下に叙し、蔵人に補す。
- 文保元年（1317年） 2月5日：右少弁に任官。12月22日：左少弁に遷任。
- 文保2年（1318年） 1月22日：従四位下に昇叙。2月26日：花園上皇の院司に連なる。5月28日：文章博士を兼任。8月24日：記録所寄人に補す。10月6日：従四位上に昇叙。11月3日：権右中弁に転任し、文章博士・記録所寄人如元。
- 文保3年（1319年） 3月9日：右中弁に遷任、文章博士・記録所寄人如元。8月5日[7]：春宮亮を兼任（春宮：邦良親王）。
- 元応2年（1320年） 3月24日：蔵人頭に補任、右中弁・文章博士・春宮亮如元。10月22日：右兵衛督を兼任。
- 元亨元年（1321年） 4月6日：参議に補任、左兵衛督を兼任、文章博士如元。時に正四位下。
- 元亨2年（1322年） 1月6日：正四位上に昇叙。1月26日：山城権守を兼任。6月17日：文章博士を止む。
- 元亨3年（1323年） 1月5日：従三位に昇叙、参議・左兵衛督如元。1月13日：検非違使別当を兼任。11月5日：検非違使別当を辞す。 11月6日：春に鎌倉で起こった大地震の、見舞いの勅使として鎌倉に下向。
- 元亨4年（1324年） 4月27日：権中納言に転任。日付不詳：権中納言を辞任。9月19日：正中の変により捕縛。
- 正中2（1325年） 8月：佐渡国に配流。
- 元弘2年/正慶元年（1332年） 6月2日：斬首。享年43。
- 明治9年（1876年） 5月：佐渡市真野鎮座の真野宮に祭神として合祀。
- 明治17年（1884年） 2月22日：贈従二位[8]。

## 系譜
- 父：日野俊光
- 母：不詳
- 妻：不詳
  - 男子：日野朝光
  - 男子：日野邦光（1320 - 1363?）
  - 男子：慈俊（1320 - 1381）
  - 女子：北畠顕家室（? - 1341?）

## 『太平記』
『太平記』では正中の変では、事実、討幕計画を企んでおり、その首謀者の一人だったと描かれている。しかし、2007年以降『太平記』の内容への疑問も提起されている（同項参照）。

## 関連作品
- 『太平記』（1991年、NHK大河ドラマ）  - 演：佐藤文裕